# Правительство Ямало-Ненецкого автономного округа
Прави́тельство Ямало-Не́нецкого автоно́много о́круга — постоянно действующий высший орган исполнительной власти Ямало-Ненецкого автономного округа — субъекта Российской Федерации. Губернатор автономного округа входит в состав Правительства автономного округа и возглавляет его деятельность.

## Состав и полномочия
Состав Правительства Ямало-Ненецкого автономного округа формирует Губернатор Ямало-Ненецкого автономного округа.
Правительство ЯНАО состоит из различных подразделений, Аппарата губернатора, отраслевых департаментов и служб).
В полномочиях Правительства ЯНАО разработка и осуществление мер по обеспечению комплексного социально-экономического развития Ямало-Ненецкого автономного округа, участие в проведении единой государственной политики в областях финансов, науки, образования, здравоохранения, социального обеспечения и экологии.

## Взаимодействие с законодательной властью
Правительство Ямало-Ненецкого автономного округа взаимодействует с высшим законодательным органом округа — Законодательным Собранием Ямало-Ненецкого автономного округа на основе принципа разделения власти, а также взаимного уважения и доверия. Урегулирование спорных вопросов с Заксобранием ЯНАО производится путём проведения согласительных процедур.

## Представитель вСовете Федерации Федерального Собрания
1. Евстифеев Александр Александрович — полномочия признаны 11 января 2002 г. (№ 2-СФ от 16 января 2002 г.), прекращены досрочно 28 января 2004 г. (№ 2-СФ).
2. Спицнадель Владимир Борисович — полномочия признаны 28 января 2004 г. (№ 29-СФ от 11 февраля 2004 г.), истекли 31 марта 2010 г. (№ 78-СФ).
3. Неёлов Юрий Васильевич — полномочия признаны 31 марта 2010 г. (№ 78-СФ), истекли 10 сентября 2018 г.
4. Зленко Елена Геннадьевна — полномочия признаны 10 сентября 2018 г.